# 釜利谷本線料金所

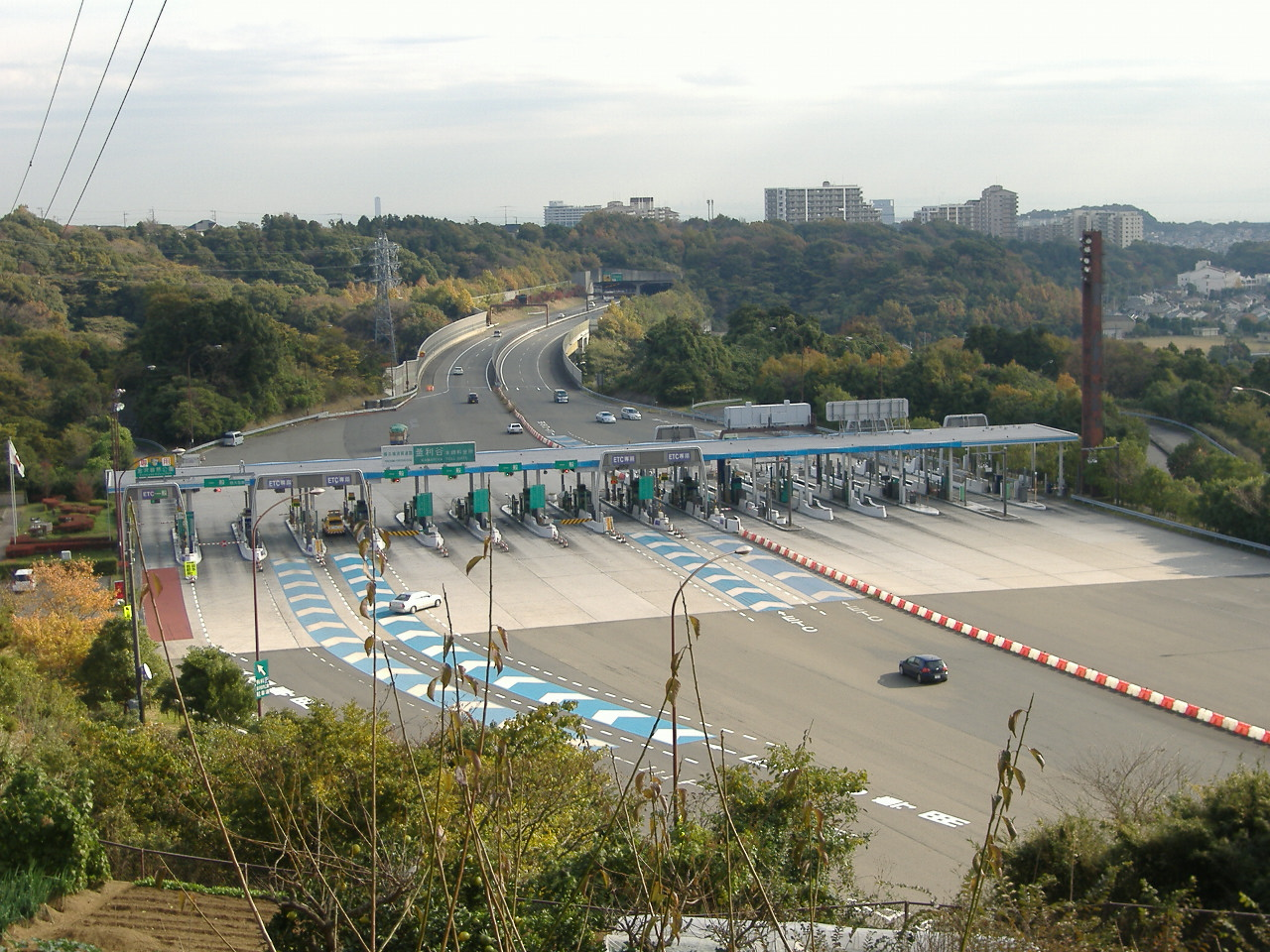
釜利谷本線料金所全景。奥が並木方面。

釜利谷本線料金所（かまりやほんせんりょうきんじょ）は、神奈川県横浜市金沢区にある横浜横須賀道路金沢支線の本線料金所である。金沢自然公園連絡路が併設されている。

## 道路
- E16 横浜横須賀道路金沢支線

## 料金所施設
ブース数：15

### 並木IC方面
- ブース数：9
  - ETC専用：4
  - 一般：5

### 釜利谷JCT方面
- ブース数：6
  - ETC専用：2
  - 一般：4

## 料金所番号
- 08-011

## 隣
E16 横浜横須賀道路金沢支線
(4-1) 釜利谷JCT - 釜利谷TB - 金沢自然公園IC - (4-2) 堀口能見台IC - (4-3) 並木IC